# Ігор Штікс
Ігор Штікс (хорв. Igor Štiks, 17 вересня 1977 р., Сараєво, Боснія і Герцеговина) — письменник, науковець, публіцист і політичний філософ.

## Біографія
Ігор Штікс народився у Сараєві у 1977 році. Під час війни у Боснії та Герцеговині разом із родиною переїхав до Хорватії. Вищу освіту здобув на Філософському факультеті Загребського університету, де 2001 року закінчив навчання за спеціальністю «компаративна література і філософія». У 2009 році захистив докторську дисертацію в Інституті політичних досліджень у Парижі. Був членом редакції культурного видання «Кома» (Zarez) та дописувачем паризького журналу «Фераль Трибюн» (Feral Tribune). Працював асистентом у Північно-західному університеті в Чикаго, а з 2009 року є науковим співробітником Единбурзького університету.

## Літературна діяльність
Штікс дебютував романом «Замок у Романьї» (Dvorac u Romagni, 2000), який отримав нагороду «Славіч» (Slavić) за найкращий дебютний твір. Американське видання роману було номіноване на Міжнародну Дублінську літературну премію (IMPAC Dublin, 2006). Його другий роман «Стілець Еліяху» (Elijahova stolica, 2006) здобув нагороду Ксавера Шандора Джяльського за найкращий роман року в Хорватії, а також нагороду «Циклоп» (Kiklop) за найкращий літературний твір 2006 року. Цей роман перекладено п'ятнадцятьма мовами, а у 2011 році в Белграді було поставлено його театральну адаптацію, яка отримала Гран-прі Белградського міжнародного театрального фестивалю (Grand Prix BITEF-a). Роман мав широкий успіх у міжнародному книжковому просторі. У 2023 році англомовне видання «Стілець Еліяху» (The Judgment of Richard Richter) у США посіло перше місце серед бестселерів Kindle Store у категорії історичних романів та піднялося на сьому позицію в загальному рейтингу найпродаваніших книг. У 2017 році Штікс опублікував роман «Місце різанини» (Rezalište), своє перше прозове видання після 11-річної перерви, яке стало глибоким дослідженням родинної історії та політичних трансформацій ХХ і ХХІ століть. Переплітаючи трагедію з гумором, автор досліджує глибину людських емоцій та минуле, яке неможливо просто стерти або відкинути, ніби воно ніколи не існувало. Книга швидко привернула увагу критиків та читачів. У тому ж році він представив роман W, який поєднує детективну історію з роздумами про революційні рухи Європи у ХХ столітті. Окрім романів, Штікс пише п'єси. Його дебютна драма «Борошно у венах» (Brašno u venama) у 2015 році була поставлена у Сараєвському військовому театрі (Sarajevski ratni teatar) і отримала нагороду за найкращий текст на фестивалі MESS та Фестивалі кінотеатру БіГ (Festival kazališta BiH). У 2017 році відбулася прем'єра його драми «Зренянин» (Zrenjanin). Штікс також пише поезію. Зокрема, є автором поетичної збірки «Історія повені» (Povijest poplave, 2008). За свою літературну та громадську діяльність Ігор Штікс отримав французький Орден Мистецтв та літератури (Ordre des Arts et des Lettres). Його книги активно перекладаються, а американське видавництво Amazon Crossing готує нове англомовне видання «Замок у Романьї» (Dvorac u Romagni). Творчість автора характеризується глибокими роздумами про історичні процеси, соціальні трансформації та вплив пам'яті на сучасну людину.

## Академічна діяльність
Ігор Штікс має подвійний докторський ступінь з політичної філософії, здобутий в Інституті політичних досліджень (Institut d'Études Politiques de Paris та Northwestern University). Його наукові праці присвячені питанням громадянства та політики постюгославського простору. Він є автором дослідження «Нації та громадяни в Югославії та пост-югославських державах: сто років громадянства» (Nations and Citizens in Yugoslavia and the Post-Yugoslav States: One Hundred Years of Citizenship, 2015), яке вийшло хорватською мовою під назвою «Državljanin, građanin, stranac, neprijatelj: jedna povijest Jugoslavije i postjugoslavenskih država» (2016). Спільно з Джо Шоу редагував збірники «Громадянство після Югославії» (Citizenship after Yugoslavia, 2012) та «Права громадянства» (Citizenship Rights, 2013). Крім того, Штікс є співавтором есею «Право на повстання» (Pravo na pobunu, 2010), написаного разом зі Сречком Хорватом, та редактором збірки «Ласкаво просимо в пустелю постсоціалізму» (Dobro došli u pustinju postsocijalizma, 2015). Він активно досліджує суспільно-політичні процеси та їхній вплив на ідентичність громадян постюгославського простору.

## Громадська діяльність
Ігор Штікс є одним із підписантів Декларації про спільну мову (2017), яка стверджує, що хорватська, сербська, боснійська та чорногорська мови є чотирма варіантами загальної стандартної мови. Вона проголошує свободу використання та розвитку всіх варіантів мови без уніфікації чи пуристичних обмежень. Разом із Володимиром Арсенієвичем Штікс ініціював проєкт «Загальна бібліотека» (The Common Library), що спрямований на дослідження спільної літературної спадщини та сучасної літературної продукції постюгославських країн.